# Erzbistum Mutter Gottes von Moskau
Das Erzbistum Mutter Gottes von Moskau (lateinisch Archidioecesis Moscoviensis Matris Dei, russisch Архиепархия Матери Божией Archijeparchija Materi Boschijei) ist eine in Russland gelegene Erzdiözese der römisch-katholischen Kirche.

## Geschichte
Am 13. April 1991 errichtete Papst Johannes Paul II. mit der Apostolischen Konstitution Providi quae zunächst die „Apostolische Administratur für das Europäische Russland“. Nachdem es am 23. November 1999 1.350.000 km² zur Errichtung der Apostolischen Administratur für das Europäische Südrussland abgegeben hatte, wurde der Name in Apostolische Administratur Europäisches Nordrussland geändert. Mit der Apostolischen Konstitution Russia intra fines vom 11. Februar 2002 erhob Johannes Paul II. die Administratur zum Metropolitan-Erzbistum, dem drei Suffragandiözesen zugeordnet sind. Erster Erzbischof wurde der Weißrusse Tadeusz Kondrusiewicz.
Die russisch-orthodoxe Kirche hat die Errichtung einer ordentlichen katholischen Hierarchie in Russland scharf kritisiert und zu verhindern versucht. Dabei konnte sie zeitweise auf staatliche Hilfe zurückgreifen. So verweigerten die Behörden Erzbischof Kondrusiewicz eine neue Aufenthaltsgenehmigung und hielten ihn so von seiner Diözese fern. Erst diplomatische Interventionen westlicher Staaten und des Europarats, die die Regierung daran erinnerten, dass auch in Russland die Religionsfreiheit ein von der Verfassung geschütztes Grundrecht ist, führten zu einer Klärung im Sinne der katholischen Kirche.
Die russische Orthodoxie kann sich aber bis heute nur schwer mit dem katholischen Erzbistum in Moskau abfinden. Sie sieht darin das Bestreben Roms, orthodoxe Christen für den Katholizismus „abzuwerben“.
Am 21. September 2007 ernannte Papst Benedikt XVI. den Italiener Paolo Pezzi FSCB zum Nachfolger von Tadeusz Kondrusiewicz, welcher als Erzbischof nach Minsk-Mahiljou versetzt wurde.

## Ordinarien

### Apostolischer Administrator
- Tadeusz Kondrusiewicz, vom 13. April 1991 bis 10. Februar 2002

### Bischöfe
- Tadeusz Kondrusiewicz, vom 11. Februar 2002 bis 21. September 2007
- Paolo Pezzi (FSCB), seit 21. September 2007

## Weihbischöfe

Wappen der Erzbistum der Mutter Gottes von Moskau

- Wappen der Erzbistum der Mutter Gottes von MoskauNikolai Dubinin OFMConv, seit 30. Juli 2020

## Dekanate und Pfarreien

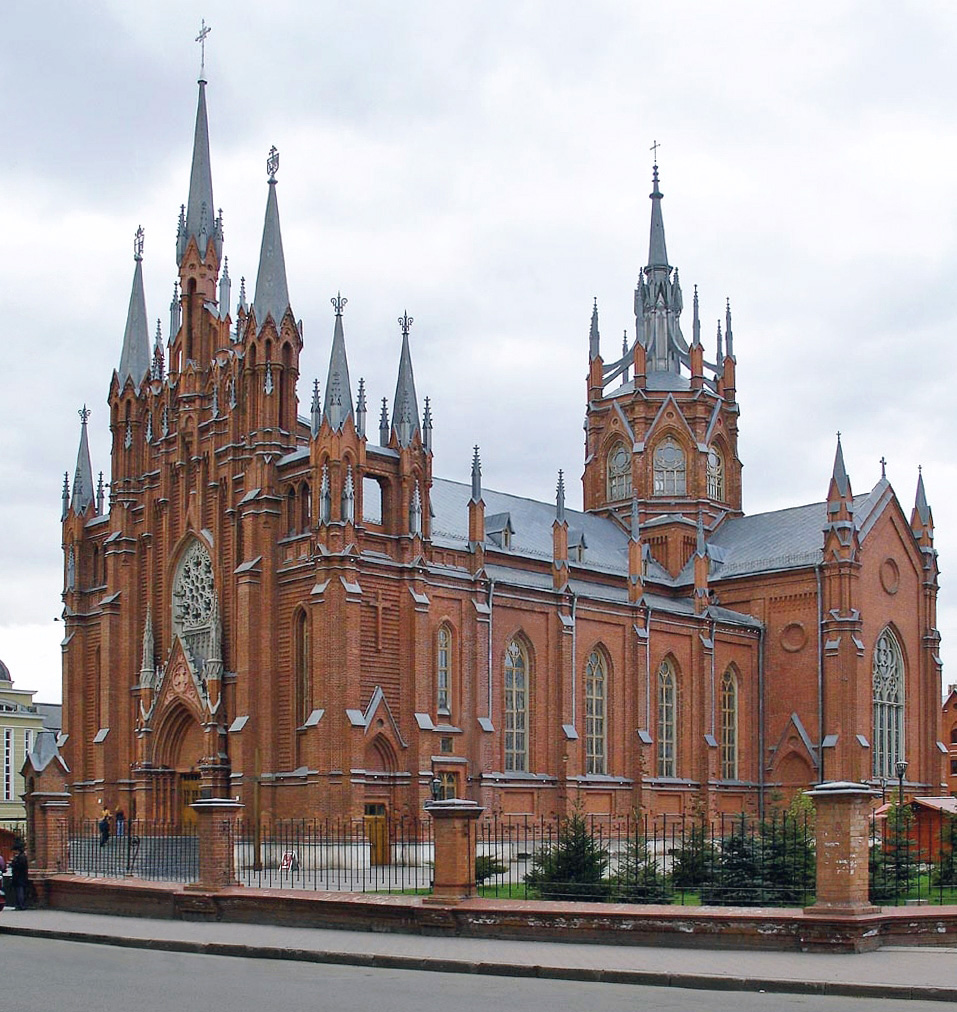
Muttergottes-Kathedrale in Moskau

Das Bistum ist in fünf Dekanate gegliedert:
- Zentrales Dekanat
  - Moskau (sechs Pfarreien)
  - Oblast Archangelsk: Archangelsk, Sewerodwinsk
  - Oblast Pskow: Pskow (siehe auch Nordwestliches Dekanat)
  - Oblast Smolensk: Smolensk
  - Oblast Twer: Twer
  - Oblast Wologda: Wologda
  - Republik Komi: Uchta
- Nordwestliches Dekanat
  - Sankt Petersburg (fünf Pfarreien)
  - Oblast Leningrad: Gatschina, Luga
  - Oblast Murmansk: Murmansk
  - Oblast Nowgorod: Weliki Nowgorod
  - Oblast Pskow: Welikije Luki (siehe auch Zentrales Dekanat)
  - Republik Karelien: Petrosawodsk
- Östliches Dekanat
  - Oblast Iwanowo: Iwanowo
  - Oblast Jaroslawl: Jaroslawl
  - Oblast Kirow: Kirow
  - Oblast Kostroma: Kostroma
  - Oblast Nischni Nowgorod: Nischni Nowgorod
  - Oblast Wladimir: Wladimir
  - Region Perm: Perm, Berezniki
- Südliches Dekanat
  - Oblast Brjansk: Brjansk
  - Oblast Kaluga: Kaluga
  - Oblast Kursk: Kursk
  - Oblast Rjasan: Rjasan
  - Oblast Tula: Tula
  - Region Krasnodar: Adler
- Westliches Dekanat
  - Oblast Kaliningrad: Kaliningrad (zwei Pfarreien), Bagrationowsk, Baltijsk, Bolschakowo, Gwardeisk, Gussew, Jantarny, Krasnosnamensk, Lipki, Neman, Mamonowo, Nesterow, Osjorsk, Otwaschnoje, Pionerski, Polessk, Rasdolnoje, Salessje, Slawsk, Snamensk, Sowetsk, Swetly, Tschernjachowsk